# Björkholmen en Bylet
Björkholmen en Bylet (Zweeds: Björkholmen och Bylet) is een småort in de gemeente Norrtälje in het landschap Uppland en de provincie Stockholms län in Zweden. Het småort heeft 103 inwoners (2005) en een oppervlakte van 41 hectare. Eigenlijk bestaat het småort uit twee plaatsen: Björkholmen en Bylet. Het småort wordt omringd door zowel landbouwgrond als bos.